# Ryszard Zelwiański

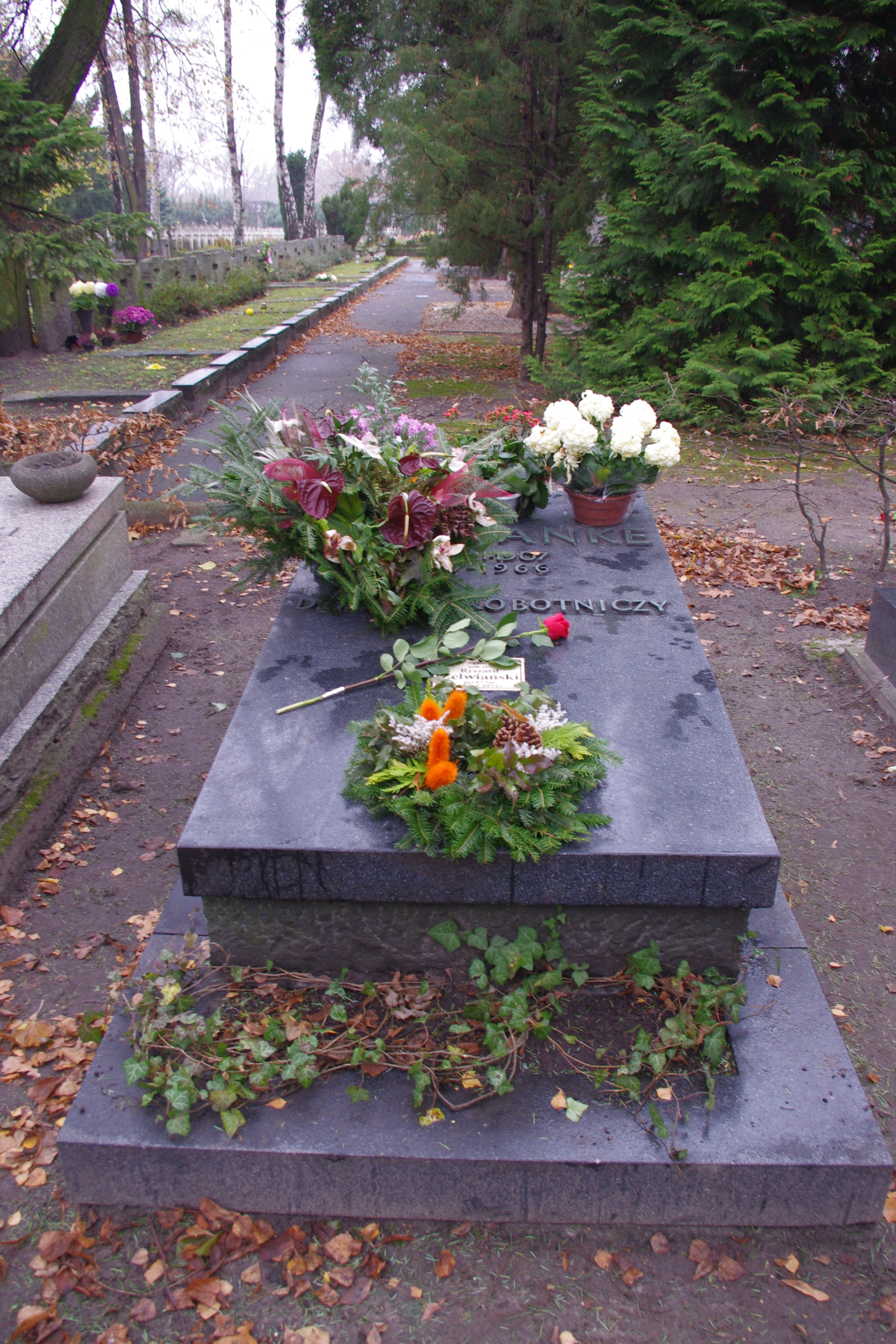
Grób działacza państwowego Ryszarda Zelwiańskiego na Cmentarzu Wojskowym na Powązkach w Warszawie

Ryszard Zelwiański (ur. 21 maja 1926, zm. 6 października 2013 w Warszawie) – polski działacz państwowy, pułkownik doktor, organizator, twórca i pierwszy dyrektor Zakładu Kryminalistyki Komendy Głównej MO, pracownik Biura Rzecznika Praw Obywatelskich w latach 1988–2007. Wykładowca akademicki oraz publicysta.
Doktor nauk prawnych, specjalista prawa konstytucyjnego oraz gospodarczego. W 1963 roku obronił pracę doktorską pt. Biegły w polskim procesie karnym (promotor: prof. dr Witold Świda). Jako pracownik biura Rzecznika Praw Obywatelskich piastował między innymi stanowisko dyrektora Zespołu Prawa Gospodarczego i Finansowego oraz Ochrony Praw Konsumenta. To on w imieniu Rzecznika Praw Obywatelskich występował w sprawach z zakresu prawa gospodarczego i finansowego przed Trybunałem Konstytucyjnym, Sądem Najwyższym oraz Naczelnym Sądem Administracyjnym.
Po przejściu na emeryturę był doradcą Rzecznika Praw Obywatelskich V Kadencji – dr. Janusza Kochanowskiego. Członek Jury Konkursu Rzecznika Ubezpieczonych oraz arbiter Sądu Polubownego przy Rzeczniku Ubezpieczonych. Pochowany w Alei Zasłużonych na cmentarzu Powązki Wojskowe w Warszawie (kwatera A26-tuje-5). 